# KPD Hessen
Die KPD Hessen war die Landesorganisation der KPD in Hessen.

## Geschichte

### Vorgeschichte
In der Weimarer Republik bestand keine einheitliche hessische Organisation der KPD. 1931 war die KPD reichsweit in 24 Bezirke gegliedert. Auf dem Gebiet des heutigen Hessens (aber nicht deckungsgleich) bestanden die Bezirke Hessen-Frankfurt und Hessen-Waldeck. Während der Bezirk Hessen-Frankfurt mit dem stark industrialisierten Rhein-Main-Gebiet über eine hohe Mitgliederzahl verfügte, war der Bezirk Hessen-Waldeck der reichsweit schwächste KPD-Bezirk. 1932 zählte der Bezirk Hessen-Waldeck 3000 Mitglieder, von denen die Hälfte in der Stadt und dem Landkreis Kassel lebten. In den ländlich geprägten restlichen Gebieten des ehemaligen Kurhessens war sowohl die Zahl der Ortsverbände als auch die der Mitarbeiter gering. Bei der Reichstagswahl November 1932 erreichte die KPD lediglich im Wahlbezirk Kassel-Land mit 20,2 % ein Ergebnis über dem Reichsdurchschnitt.
Ganz anders war die Situation in Hessen-Frankfurt. Die besten Reichstagswahlergebnisse waren hier 31,8 % in Hanau-Stadt und 32,3 % in Hanau-Land. In einigen südhessischen Gemeinden wurde die KPD sogar stärkste Kraft. In Groß-Zimmern gaben 46,3 % der Wähler ihre Stimme der KPD. Diese Wahlergebnisse entsprachen der Stärke der Organisation. 1932 zählte der Bezirk 530 Ortsteils- oder Betriebsgruppen. Der Bezirk verfügte über 16.762 Mitglieder.
Bei den Wahlen zum Landtag des Volksstaates Hessen erreichte die KPD folgende Ergebnisse:
| Wahl | Stimmanteil in % | Sitze    | Veränderung (Sitze) |
| ---- | ---------------- | -------- | ------------------- |
| 1921 | 3,9 %            | 2 Sitze  | + 2 Sitze           |
| 1924 | 5,4 %            | 4 Sitze  | + 2 Sitze           |
| 1927 | 8,6 %            | 6 Sitze  | + 2 Sitze           |
| 1931 | 14,3 %           | 10 Sitze | + 4 Sitze           |
| 1932 | 11,0 %           | 7 Sitze  | - 3 Sitze           |

Bei den Landtagswahlen im November 1931 hatten die demokratischen Parteien mit 32 Mandaten keine Mehrheit mehr im Parlament, da NSDAP mit 27 und KPD mit 10 Sitzen die Mehrheit stellten. Hessen nahm mit dieser Wahl die Entwicklung auf Reichsebene in der Reichstagswahl Juli 1932 vorweg.

### Verbot und Widerstand
Mit der Machtergreifung der Nationalsozialisten wurde die KPD reichsweit und damit auch in Hessen verboten. Eine Vielzahl von KPD-Mitgliedern wurde verhaftet. In der Zeit 1933 bis 1945 sind 2.800 Verurteilungen von KPD-Mitgliedern der beiden Bezirke dokumentiert. Zwischen 1933 und 1937 erfolgten mehrere Versuche, eine illegale Bezirksorganisation der KPD Hessen-Frankfurt zu betreiben. Diese waren jedoch wenig wirksam.

### Neugründung nach dem Zweiten Weltkrieg
Nach dem Zweiten Weltkrieg bildeten sich lokale Gruppen der KPD. Juni/Juli 1945 kehrten Leo Bauer, Ernst Eichelsdörfer und Walter Fisch aus dem Schweizer Exil nach Frankfurt zurück und übernahmen im Auftrag der KPD-Zentrale den Wiederaufbau der hessischen KPD. Sitz der KPD-Bezirksleitung wurde das Haus Gutleutstraße 8–12. Am 11. Juni 1945 beschloss das Zentralkomitee der Partei ein Aktionsprogramm (Juniaufruf). Am 12. September 1945 wurde die KPD Frankfurt am Main durch die US-Besatzungsbehörden als Kreisverband zugelassen. Auch wenn noch kein Landesverband zugelassen worden war, wurde Walter Fisch am 4. November in Eckenheim zum Landesvorsitzenden gewählt. Am 13. Dezember 1945 wurde der Landesverband der KPD als erste landesweite Partei in Hessen zugelassen.
Wie in anderen Ländern bemühte sich auch die KPD Hessen um einen Zusammenschluss mit der SPD. Nachdem dies von der SPD mehrheitlich abgelehnt worden war, stellte der Aktionsausschuss in Frankfurt schon im Oktober die Arbeit ein. In Wiesbaden wurden die Bemühungen bis Anfang 1946 fortgesetzt. Spätestens nachdem sich die Zwangsvereinigung von SPD und KPD in der SBZ abzeichnete, endete die Bereitschaft in der SPD für einen Zusammenschluss in den Westzonen abrupt.
Die US-Militärregierung ernannte eine Reihe von KPD-Mitgliedern zu Funktionsträgern von Staatsämtern. So stellte die KPD die Bürgermeister in Lengfeld und Neustadt (Odenwald). Mit Wilhelm Hammann wurden der Landrat im Landkreis Groß-Gerau und mit Oskar Müller der Minister für Arbeit und Wiederaufbau in Hessen durch die Amerikaner eingesetzt. Daneben stellte die KPD mit Karl Rost und Valentin Heckert zwei ernannte Staatssekretäre.

### Wahlergebnisse
In dem ernannten Beratenden Landesausschuss erhielt die KPD wie auch die anderen drei Parteien je ein Viertel der Mandate. Die Kommunalwahlen in Hessen 1946 endeten für die KPD enttäuschend. Die Wahlen in den Kreisen und kreisfreien Städten im April und Mai 1946 ergab einen Stimmenanteil von 9,3 %. Auch die Wahl zur Verfassungsberatenden Landesversammlung am 30. Juni bestätigte dieses Bild. Die KPD erhielt dort 9,7 %.
Damit war die KPD in der Diskussion über die Verfassung des Landes Hessen Zünglein an der Waage. Die SPD Hessen verfügte zusammen mit der KPD über eine Mehrheit in der Versammlung und war entschlossen, diese Mehrheit zur Durchsetzung sozialistischer Positionen wie der Sozialisation oder des Verbotes der Aussperrung zu nutzen. Am Ende kam es in der Verfassungsfrage jedoch in den meisten Konfliktthemen zu einem Konsens mit den bürgerlichen Parteien.
Bei den Landtagswahlen in Hessen am 1. Dezember 1946 erreichte die KPD 10,7 % der Stimmen. Wie sich schon in der Verfassungsdiskussion abgezeichnet hatte, kam es, auch unter dem Eindruck der zunehmenden Gleichschaltung in der SBZ, zu einer Großen Koalition zwischen SPD und der in Hessen sehr weit links stehenden CDU.
Bei der Landtagswahl in Hessen 1950 erreichte die KPD 4,7 % und konnte genauso wenig in den Landtag einziehen wie bei der Landtagswahl in Hessen 1954 mit 3,4 %.

## Regionale Schwerpunkte
Der hessische Landesverband hatte innerhalb der KPD eine besondere Rolle, da Frankfurt am Main ab 1948 Sitz der westdeutschen Parteizentrale der KPD war. Regionale Schwerpunkte der KPD waren das Rhein-Main-Gebiet und in geringerem Umfang der Raum Kassel. Insbesondere in den Betriebsräten bei Opel und Henschel spielte die KPD anfangs eine wichtige Rolle.

## Säuberungen, Bedeutungsverlust und Verbot
Die KPD Hessen wurde Ende der 1940er und Anfang der 1950er Jahre durch eine Reihe innerparteilicher „Säuberungen“ gegen die „Westemigranten“ geschwächt: Leo Bauer, Walter Fisch und Josef Schleifstein waren die prominentesten Opfer. Alfred Drögemüller war mehrere Monate in Ost-Berlin in Haft, die Frankfurter Stadtverordnete Eva Steinschneider musste Selbstkritik wegen „Titoismus“ üben.
1951 wurde Oskar Müller als hessischer Landesvorsitzender durch den KPD-Bundesvorstand abgesetzt und durch den bisherigen Vorsitzenden der KPD Schleswig-Holstein, Klaus Weigle ersetzt. Müller wurde vorgeworfen, im Wahlkampf nicht hinreichend die Linie der sowjetischen Deutschlandpolitik vertreten zu haben, außerdem habe sich im hessischen Landesverband durch seine angeblichen Verfehlungen „der Opportunismus wie eine Seuche ausgebreitet“.
Die KPD Hessen entwickelte sich zu einer im politischen Spektrum isolierten Partei mit starken Mitgliederverlusten. Während im September 1946 in der US-Zone noch 72.239 Mitglieder gezählt wurden, waren es Mitte der 1950er Jahre nur noch wenige Tausend. Die durch Verfall und Lähmung gekennzeichnete Partei wurde am 17. August 1956 verboten.

## Nachfolgeorganisationen
Mitglieder der KPD Hessen versuchten, das Verbot zu umgehen. Bei den Kommunalwahlen am 28. Oktober 1956 traten sie in einigen KPD-Hochburgen als „Unabhängige Wählergruppen“ an und gewannen vereinzelt Mandate in Neustadt (Odenwald), Ueberau und in Langenselbold.
1960 erfolgte das Verbot der Nachfolgeorganisationen durch das Hessische Innenministerium. Bei den Kommunalwahlen in Hessen 1964 erhielten ehemalige KPD-Mandatsträger wieder Sitze in einigen Kommunen (u. a. in Ueberau und in Langenselbold), wo sie für die Deutsche Friedensunion (DFU) antraten.
Die 1968 gegründete DKP war aufgrund des KPD-Verbotes offiziell keine Nachfolgeorganisation, wurde jedoch als solche wahrgenommen.
Der hessische Landesverband der 1990 gegründeten Kleinpartei KPD steht nicht in einem organisatorischen Zusammenhang zum historischen Landesverband.

## Parteipresse
Im Februar 1946 wurde der „Hessische Landbote“ als Parteiblatt konzessioniert. Zeitgleich wurden auch die Blätter der anderen Parteien genehmigt. Emil Carlebach wurde von den Besatzungsbehörden konzessioniert.

## Personen

### Politische Sekretäre
- Bezirk Hessen-Frankfurt
  - Albert Kuntz (1926–1928)
- Bezirk Hessen-Waldeck
  - Ernst Lohagen (1924–1931)
  - Walter Krämer (1931–1932)
  - Karl Barthel (1932–1933)

### Vorsitzende
- Walter Fisch (1945–1951)
- Oskar Müller (1945–1951)
- Klaus Weigle (ab 1951)

### Abgeordnete nach 1945
| Name                            | Landesausschuss       | Verfassungsgebende Versammlung | 1. Wahlperiode                                  |
| ------------------------------- | --------------------- | ------------------------------ | ----------------------------------------------- |
| Adam Barthels                   | Mitglied              |                                |                                                 |
| Leo Bauer                       | Fraktionsvorsitzender | dito                           | dito bis 30. Juni 1949                          |
| Emil Carlebach                  |                       |                                | Mitglied                                        |
| Karl Diez                       | Mitglied              | Mitglied                       | Mitglied                                        |
| Wilhelm Feutner                 |                       | Mitglied                       |                                                 |
| Walter Fisch                    | Mitglied              | Mitglied                       | bis 27. September 1949                          |
| Franz Gondolf                   |                       |                                | ab 5. Oktober 1949                              |
| Heinrich Haase                  | Mitglied              |                                |                                                 |
| Werner Krauss                   | Mitglied              |                                |                                                 |
| Ludwig Keil                     |                       |                                | Mitglied, ab 1. Juli 1949 Fraktionsvorsitzender |
| Paul Krüger                     | Mitglied              | Mitglied                       | Mitglied                                        |
| Maria Moritz                    |                       |                                | Mitglied                                        |
| Heinrich Rademacher             | Mitglied              | Mitglied                       |                                                 |
| Konrad von der Schmitt          |                       | Mitglied                       |                                                 |
| Hans Schmüser                   | Mitglied              |                                |                                                 |
| Elfriede Steckel gen. Jo Mihaly | Mitglied              |                                |                                                 |
| Oskar Müller                    |                       |                                | bis 30. September 1949                          |
| Heinrich Rademacher             |                       |                                | Mitglied                                        |
| Jakob Renneisen                 |                       |                                | ab 20. Oktober 1950                             |
| Konrad von der Schmitt          |                       |                                | ab 15. Oktober 1949                             |
| Karl Willmann                   | Mitglied              | Mitglied                       | bis 26. September 1950                          |
| Ludwig Wittmann                 |                       | Mitglied                       |                                                 |
| Eleonore Wolf                   | Mitglied              |                                |                                                 |
| Johann Friedrich Zängerle       | Mitglied              |                                |                                                 |
| Jakob Zeiß                      | Mitglied              |                                |                                                 |

### Abgeordnete in der Weimarer Republik

#### Abgeordnete im Landtag des Volksstaates Hessen
| Name                      | 2. Wahlperiode | 3. Wahlperiode | 4. Wahlperiode | 5. Wahlperiode | 6. Wahlperiode |
| ------------------------- | -------------- | -------------- | -------------- | -------------- | -------------- |
| Heinrich Angermeier       |                | Mitglied       | Mitglied       |                |                |
| Wilhelm Beuttel           |                |                |                |                | Mitglied       |
| Adam Heinrich Ebner       | Mitglied       |                |                |                |                |
| Heinrich Galm             |                | Mitglied       | Mitglied       |                |                |
| Dr. Daniel Greiner        | Mitglied       | Mitglied       |                |                |                |
| Hermann Wilhelm Hammann   |                | Mitglied       | Mitglied       | Mitglied       |                |
| Ludwig Keil               |                |                |                | Mitglied       | Mitglied       |
| Wilhelm Friedrich Lenz    |                |                |                | Mitglied       |                |
| Josef Loth                |                |                |                | Mitglied       |                |
| Wilhelm Mauer             |                |                |                | Mitglied       | Mitglied       |
| Heinrich Otto             |                |                |                | Mitglied       |                |
| Karl Rost                 |                |                |                | Mitglied       |                |
| Katharina Roth            | Mitglied       | Mitglied       |                |                |                |
| Jakob Schaefer            |                |                | Mitglied       |                |                |
| Marie Schmidt             |                |                |                | Mitglied       |                |
| Konrad von der Schmitt    |                |                | Mitglied       |                |                |
| Cäcilie Barbara Schaeffer |                |                |                |                | Mitglied       |
| Karl Seuling              |                |                |                |                | Mitglied       |
| Hermann Sumpf             |                |                | Mitglied       |                |                |
| Jakob Zeiß                |                |                |                | Mitglied       |                |
| Georg I. Zwilling         |                |                |                |                | Mitglied       |